# Château de Brix
Le château de Brix ou château d'Adam est un ancien château fort, fondé au XIe siècle, aujourd'hui ruiné, dont les maigres vestiges se dressent sur le territoire de la commune française de Brix dans le département de la Manche, en région Normandie.

## Localisation
Les vestiges du château sont situés sur la colline à 250 mètres à l'est de l'église Notre-Dame de Brix, à l'extrémité de l'éperon, dans le département français de la Manche, près du château actuel. Sa situation géographique, à 140 mètres d'altitude, lui permettait de contrôler l'important axe routier de la vallée, la rivière de Rade et la forêt ducale de Brix.

## Toponymie
Le nom du château est attesté sous la forme latinisée Bruotum ou Brucium en 1026.

## Historique
Le site fut occupé depuis les temps anciens. Des fouilles archéologiques ont permis de découvrir un grand nombre de médailles, dont trois en or, deux de Marc Aurèle et une de Néron, ainsi qu'une grande quantité de coins et de haches en bronze et tessons de poteries dont certains peuvent être datés du Moyen Âge.
Le château apparaît dans l'histoire vers l'an mil, quand Richard II (963-1026), duc de Normandie, le donne en douaire, avec une grande partie du Cotentin à son épouse Judith de Bretagne (982-1017). Il porte alors le nom de castellum de Bruet.
Vers 1026, son fils et successeur Richard III de Normandie, concède, à son tour, en douaire lors de son mariage avec la duchesse Adèle, fille du roi Robert le Pieux, plusieurs propriétés dont la forteresse de Brix (Brusco), ainsi que celle du Homme (Holmus) et de Cherbourg (Carusburc), « Concedo etiam castella que ibi habentur, videlicet Carusburg cum eo quod dicitur Holmus, et eo quod dicitur Brusco, cum iis que ad hec aspicere videntur… ».
Un chevalier de Bruce est à la bataille d'Hastings en 1066. Il est cité par l'historien Brompton sous le nom de Brus, accompagné de 200 hommes et dans le Roman de Rou de Wace « cels de Bruis » au côté de « cels de Homez », et dans le Domesday Book mais dans un post-scriptum à l'enregistrement tardif, ce qui est rare. Dans ce dernier, les Bruce, ne reçurent en Angleterre que peu de biens, et c'est probablement après la bataille de Tinchebray en 1106, où ils ont vraisemblablement un rôle actif, qu'ils bénéficierons de donations outre-Manche.
C'est les antiquaires du XIXe siècle, l'historien de Gerville (1769-1853) et l'abbé Adam (1866-1916) qui rapportent qu'un « Robert de Bruce [premier], compagnon de Guillaume, venait de Normandie » et plus précisément de « Bruis [Brix] », seule paroisse normande où l'association, nom et toponyme, est possible. Quelques historiens, minoritaires, signalent comme autre possibilité, le seigneur « de Breaus », Briouze dans l'Orne, également compagnon de Guillaume. La famille Bruce, ancienne graphie de Brix, en partie descendante de Robert de Bruce Ier, installé dans le Nord de l'Angleterre et en Écosse, régnera sur l'Écosse à partir de 1306. C'est donc sur cette assertion que Brix serait le berceau des rois d'Écosse. Le rapprochement entre les Bruce de Brix et le château d'Adam est douteux, plus encore lorsque l'on cite la famille comme seigneur du château ducal, alors qu'ils n'en sont que très probablement, le ou l'un des gardiens,.
Le 14 août 1189, c'est au château de Brix que Richard Cœur de Lion fait étape avant de s'embarquer a Barfleur et débarquer à Portsmouth le lendemain afin de se faire couronner roi d'Angleterre, le 3 septembre 1189 à Westminster.
Richard Cœur de Lion logera au château, après avoir débarqué à Barfleur le 12 mai 1194, avec une flotte de cent navires, afin de secourir Verneuil, assiégée par Philippe Auguste et empêcher le roi de France de conquérir la Normandie. 
Jean sans Terre y séjournera en 1203 avec son épouse Isabelle d'Angoulême. Le roi attendant des vents favorables pour traverser la Manche, afin de couronner la jeune reine, visite avec celle-ci le Cotentin. Le 23 septembre, ils sont à Valognes, le 24 à Brix et le 25 à Gonneville. Le château est encore cité en 1203 dans l'Échiquier de Normandie et tombe dans l'oubli après la perte de la Normandie par Jean sans Terre, en 1204, et son rattachement au domaine royal par Philippe Auguste.
Le château d'Adam, devenu « fiefferme royale » sera rasé en 1215 sur ordre de Philippe Auguste, ou peut être lors du séjour dans le Cotentin, et plus précisément à Valognes, du roi Saint Louis en 1253 qui se serait rendu à Brix, et aurait pris la décision du démantèlement.
Au XVe siècle, il en subsistait encore d'imposantes ruines. Ses pierres ont notamment servi à l'agrandissement de l'église et à la construction des maisons du bourg.
Le site, nommé sur le cadastre napoléonien « Bois du Château », sera racheté le 26 octobre 1894, par la famille de Brix, à la suite du retour sur les terres de sa paroisse, d'André de Brix, à M. Poirier Deshayes de Paris.
En 1912, un château neuf est construit sur une partie de l'ancienne basse cour, dans le style du XVIIIe siècle français. La Première Guerre mondiale empêche son achèvement, ce qui sauve de la destruction une maison presbytérale du XVIIe siècle. Il sera acquis par M. Hugues Fontanet, qui transforme l'ancienne boulangerie en chapelle domestique, et nomme le château « Bruce Castle ».

## Description
Adolphe Joanne (1813-1881) dit de ce château : « Restes d'une forteresse démolie au XIIIe siècle et dont les matériaux servirent en partie à la construction de l'église actuelle ». La motte quant à elle est signalée par Théophile de Moulines.
La motte, entièrement boisée, est implantée dans la pente du coteau sur lequel est situé le village de Brix. À l'est, du côté de l'aval, la pente est très forte ; à l'ouest, en amont, son sommet est un peu en dessous du niveau du terrain, mais son large fossé l'isole, lui conservant ainsi son caractère stratégique.
Il s'agit d'une enceinte formée par une importante levée de terre avec son fossé, et cour intérieure, le tout placé au sommet d'un éperon barré. Cette enceinte principale est accompagnée vers l'ouest d'une basse-cour elle-même protégée par une butte et son fossé. Cette dernière enceinte n'est aujourd'hui que partiellement visible.
Jusqu'en 1204, des constructions de pierres existaient dans l'enceinte située au bout de l'éperon barré. Une tour ronde semble avoir commandé le lieu. Il n'en reste plus que des substructions difficilement lisibles.
De nos jours on ne voit plus que la motte sur laquelle s'élevait le donjon et quelques pans de murs construits avec des pierres de petit appareil et comme noyées dans un amas de ciment extrêmement dur. La motte, de type escarpée au sommet tabulaire, est très bien conservée et a des dimensions imposantes. Elle mesure de sept à huit mètres de hauteur avec des versants très abrupts, le sommet est très plat, la plateforme mesure environ cinquante mètres de diamètre, et elle est entourée d'un rempart de terre d'environ un mètre de haut en forme de « Y » renversé. La motte est entièrement entourée d'un fossé prononcé d'environ trois mètres de large.